# Harold Jarvis
Harold Augustus Jarvis (* 27. Dezember 1864 in Toronto; † 1. April 1924 in Detroit) war ein kanadischer Sänger (Tenor).

## Leben
Der Sohn der Sängerin Annie McLear trat als Kind in einem Kostüm der schottischen Highlands mit schottischen Liedern auf. 1878 ging er zur Handelsmarine und fuhr für Allen and O&P zwischen Montreal und England. Er verließ dann die Marine und begann ein Gesangsstudium an der Royal Academy of Music in London, das er mit einer Goldmedaille abschloss.
Er trat in Großbritannien, den USA und Kanada auf und wurde 1891 Tenorsolist an der First Presbyterian Church in Detroit. 1892 heiratete er die Sängerin Laura Geikie und nahm seine Konzerttätigkeit wieder auf. 1903 sang er neben Emma Albani die Tenorpartie in Händels Messiah. 1911 kehrte er nach Toronto zurück, später ging er nach Detroit, wo er 1924 mit 59 Jahren starb.
Von Jarvis gibt es eine Anzahl von Aufnahmen bei Victor Records (1908), Columbia Records (1912) und Edison (1914), darunter March of the Cameron Men, My Ain Countrie und O Canada. Zu Ruhm brachte es seine Aufnahme von Beautiful Isle of Somewhere
(1914).